# 21507 Басін
21507 Басін (21507 Bhasin) — астероїд головного поясу, відкритий 22 травня 1998 року.
Тіссеранів параметр щодо Юпітера — 3,493.